# Comano (Suíça)
Comano é uma comuna da Suíça, no Cantão Tessino, com cerca de 1 643 habitantes. Estende-se por uma área de 2,0 km², de densidade populacional de 822 hab/km². Confina com as seguintes comunas: Canobbio, Capriasca, Cureglia, Lugaggia, Origlio, Porza.
A língua oficial nesta comuna é o italiano.